# El transformador metabólico
El transformador metabólico est une bande dessinée espagnole illustrée par Francisco Ibáñez, appartenant à la franchise Mortadel et Filémon, éditée en 1979.

## Synopsis
L'éprouvette du Pr Bacterio contenant un virus de son invention s'est brisée. Ce virus, qui s'est répandu dans tout le bâtiment de la T.I.A., change radicalement les gens (les paresseux deviennent forts, les honnêtes deviennent des voleurs, etc.) Certains employés de la T.I.A. seront contaminés par ce virus, provoquant des situations invraisemblables.